# (39663) 1995 WM1
(39663) 1995 WM1 est un astéroïde de la ceinture principale d'astéroïdes découvert en 1995.

## Description
(39663) 1995 WM1 a été découvert le 16 novembre 1995 à Church Stretton, dans les Midlands de l'Ouest en Angleterre, par Stephen P. Laurie.

### Caractéristiques orbitales
L'orbite de cet astéroïde est caractérisée par un demi-grand axe de 2,69 ua, un périhélie de 2,29 ua, une excentricité de 0,15 et une inclinaison de 14,24° par rapport à l'écliptique. Du fait de ces caractéristiques, à savoir un demi-grand axe compris entre 2 et 3,2 ua et un périhélie supérieur à 1,666 ua, il est classé, selon la JPL Small-Body Database, comme objet de la ceinture principale d'astéroïdes.

### Caractéristiques physiques
(39663) 1995 WM1 a une magnitude absolue (H) de 15,1 et un albédo estimé à 0,334.